# حرية الدين في بوتسوانا
ينص الدستور على حرية الدين، وتحترم الحكومة بشكل عام ممارسة هذا الحق. لم ترد أي تقارير عن إساءات مجتمعية أو تمييز قائم على المعتقدات أو الممارسات الدينية.

## الديمغرافيا الدينية
يعتبر 70 بالمئة تقريبًا من مواطني البلاد أنفسهم مسيحيين. وفقًا لإحصاء السكان لعام 2001م، بلغ عدد المجموعات المسلمة في البلاد، ومعظمهم من أصل جنوب آسيوي، أكثر بقليل من 5000 شخص. سجل إحصاء عام 2001 أيضًا 3000 هندوسي و700 بهائي تقريبًا. قدر أعضاء كل مجموعة أن هذه الأرقام قد قللت بشكل كبير من أعدادهم. لا يعتنق 20 بالمئة تقريبًا من المواطنين أي دين.

## وضع الحرية الدينية

### الإطار القانوني والسياسي
ينص الدستور على حرية الدين، وتحترم الحكومة بشكل عام ممارسة هذا الحق. سعت الحكومة على جميع المستويات إلى حماية هذا الحق بالكامل ولم تتسامح مع انتهاكاته، سواء من قبل الجهات الحكومية أو الخاصة.
ليس هنالك دين رسمي للدولة. على الرغم من أن بدء الاجتماعات الحكومية بصلاة مسيحية شائعٌ، لا يُمنع أعضاء الجماعات الدينية الأخرى من أداء الصلوات غير المسيحية في مثل هذه المناسبات. ينص الدستور أيضًا على حماية حقوق الأشخاص الآخرين وحرياتهم، بما في ذلك الحق في إقامة شعائر وممارسة أي دين دون التدخلات غير المرغوب فيها من قبل أعضاء أي دين آخر.
يجب على جميع المنظمات، بما في ذلك الجماعات الدينية، التسجيل لدى الحكومة. من أجل التسجيل، تقدم المجموعة دستورها إلى قسم سجل الجمعيات في وزارة العمل والشؤون الداخلية. تستغرق عملية التسجيل وسطيًا من 4 إلى 6 شهور. لا توجد مزايا قانونية للمؤسسات المسجلة، على الرغم من وجوب تسجيل المنظمة، وإلا لن تتمكن من إدارة الأعمال، أو توقيع العقود، أو فتح حساب في أحد البنوك المحلية قبل تسجيلها. يخضع أي شخص يشغل منصبًا رسميًا في منظمة غير مسجلة، أو يديرها، أو يساعد في إدارتها، لغرامة تصل إلى 166 دولارًا (1000 بولا) و/أو السجن لمدة تصل إلى 7 سنوات. يخضع أي عضو في مجموعة غير مسجلة لعقوبات تشمل غرامات تصل إلى 83 دولار (500 بولا) و/أو السجن لمدة تصل إلى ثلاث سنوات.
هناك تسعة وستون مجموعة دينية مسجلة منذ يوليو عام 2006 وحتى مايو عام 2007؛ مع ذلك، خلال هذه الفترة نفسها، بدأت 256 مجموعة دينية عملية التسجيل ولكن أُنهيت طلباتها. أُنهيت الطلبات تلقائيًا بعد الفشل في تقديم النماذج أو الرسوم أو الدستور المطلوب في غضون 90 يومًا، وفقًا لما ينص عليه القانون. لم يُلغَ تسجيل أي منظمة دينية خلال الفترة المشمولة بالتقرير.
التعليم الديني جزء من المنهج في المدارس العامة؛ يركز على المسيحية ولكنه يتناول المجموعات الدينية الأخرى في البلاد. ينص الدستور على أنه يجوز لكل مجموعة دينية إنشاء أماكن للتعليم الديني على نفقة المجتمع المحلي. يحظر الدستور التعليم الديني القسري أو المشاركة القسرية في الاحتفالات الدينية أو أداء يمين يتعارض مع المعتقدات الدينية للفرد.
لا توجد قوانين تمنع الأعمال التبشيرية.
تُعين الأيام المسيحية المقدسة فقط عطلًا رسميةً، وتشمل الجمعة العظيمة، وعيد الفصح، وعيد الصعود، ويوم عيد الميلاد. ومع ذلك، يُسمح لأفراد الجماعات الدينية الأخرى بالاحتفال بأعيادهم الدينية دون تدخل الحكومة.